# رافائيل رييس
رافائيل رييس (بالإسبانية: Rafael Reyes Prieto) (و. 1849 – 1921 م) هو سياسي، ودبلوماسي من كولومبيا.

## روابط خارجية
- رافائيل رييس على موقع الموسوعة البريطانية (الإنجليزية)